# Max Adler (actor)
Max Adler (Queens, Nueva York, Estados Unidos, 17 de enero de 1986) es un actor estadounidense que defiende los derechos de la Comunidad LGBT, también conocido por su papel de David Karofsky en la serie de televisión Glee.
Adler, que es judío, nació en Queens, Nueva York, y vivió allí durante un año antes de que él y sus padres se mudaron a Fountain Hills, Arizona. Max y su familia se mudó a la ciudad más grande de Scottsdale, Arizona.[cita requerida]
En enero de 2020 confirmó que esperaba su primer hijo con Jennifer Bronstein.

## Filmografía
Cine:
- Curt's Brain (2006)
- Wolf Town (2010)
- Sweet Old World (2011)
- Detention of the Dead (2012)
- Believe Me (2014)
- El juicio de los 7 de Chicago (2020)

Televisión:
- ¿Qué pasa con Brian? (un episodio: «What About Denial...», 2006)
- Ghost Whisperer (un episodio: «Giving Up the Ghost», 2006)
- Demons (2007)
- Viva Laughlin (un episodio: «What a Whale Wants», 2007)
- Valley Peaks (tres episodios: «Welcome to the VP», «VP, VIP, Pool Par-Tee» y «Valley Peaks: Apocalypse», 2009)
- Cold Case (un episodio: «Into the Blue», 2009)
- Glee: Dave Karovski (2009-2015)
- The Defenders (un episodio: «Pilot», 2010)
- Switched at Birth: Miles "Tank" Conroy (14 episodios, serie de TV ABC Family) (2014—presente)
- Criminal minds (un episodio: Full-Tilt Boogie (2018)